# Siriella inornata
Siriella inornata är en kräftdjursart som beskrevs av Hansen 1910. Siriella inornata ingår i släktet Siriella och familjen Mysidae. Inga underarter finns listade i Catalogue of Life.